# Reprezentacja Rosji w bandy mężczyzn
Reprezentacja Rosji w bandy mężczyzn – męski zespół, biorący udział w imieniu Rosji w meczach i sportowych imprezach międzynarodowych w bandy, powoływany przez selekcjonera, w którym mogą występować wyłącznie zawodnicy posiadający obywatelstwo rosyjskie. Za jej funkcjonowanie odpowiedzialny jest Rosyjski Związek Bandy (FHMR), który jest członkiem Międzynarodowej Federacji Bandy (FIB).

## Historia
Swój pierwszy oficjalny mecz reprezentacja Rosji (Imperium Rosyjskiego) rozegrała 10 marca 1907 roku ze Szwecją w Helsinkach. Wtedy przegrała 3 – 5.

## Udział w turniejach międzynarodowych

### Igrzyska olimpijskie
Rosyjscy zawodnicy bandy nie uczestniczyli w zimowych igrzyskach olimpijskich w 1952. Tylko raz ta dyscyplina sportu była przedstawiona na zimowych igrzyskach olimpijskich.
| 1952 | Nie uczestniczyła | Nie uczestniczyła | Nie uczestniczyła | Nie uczestniczyła |

### Mistrzostwa świata
Reprezentacja Rosji uczestniczy nieprzerwanie od XVIII edycji Mistrzostw świata, czyli od 1993 roku. Wcześniej rosyjscy sportowcy występowali w składzie ZSRR. Rosja występuje w Dywizji A i zawsze zajmowała miejsca na podium. Najlepszymi mistrzostwami w wykonaniu Rosjan były mistrzostwa świata w 1999, 2001, 2006, 2007, 2008, 2011, 2013, 2014, 2015, 2016, 2018, 2019, kiedy to reprezentacja zdobywała złote medale.
| Udział w mistrzostwach świata | Udział w mistrzostwach świata | Udział w mistrzostwach świata |
| Rok                           | Miejsce                       |                               |
| ----------------------------- | ----------------------------- | ----------------------------- |
| 1957                          | W składzie ZSRR               |                               |
| 1961                          | W składzie ZSRR               |                               |
| 1963                          | W składzie ZSRR               |                               |
| 1965                          | W składzie ZSRR               |                               |
| 1967                          | W składzie ZSRR               |                               |
| 1969                          | W składzie ZSRR               |                               |
| 1971                          | W składzie ZSRR               |                               |
| 1973                          | W składzie ZSRR               |                               |
| 1975                          | W składzie ZSRR               |                               |
| 1977                          | W składzie ZSRR               |                               |
| 1979                          | W składzie ZSRR               |                               |
| 1981                          | W składzie ZSRR               |                               |
| 1983                          | W składzie ZSRR               |                               |
| 1985                          | W składzie ZSRR               |                               |
| 1987                          | W składzie ZSRR               |                               |
| 1989                          | W składzie ZSRR               |                               |
| 1991                          | W składzie ZSRR               |                               |
| 1993                          | Wicemistrz                    |                               |
| 1995                          | Wicemistrz                    |                               |
| 1997                          | Wicemistrz                    |                               |
| 1999                          | Mistrz                        |                               |
| / 2001                        | Mistrz                        |                               |
| 2003                          | Wicemistrz                    |                               |
| / 2004                        | 3. miejsce                    |                               |
| 2005                          | Wicemistrz                    |                               |
| 2006                          | Mistrz                        |                               |
| 2007                          | Mistrz                        |                               |
| 2008                          | Mistrz                        |                               |
| 2009                          | Wicemistrz                    |                               |
| 2010                          | Wicemistrz                    |                               |
| 2011                          | Mistrz                        |                               |
| 2012                          | Wicemistrz                    |                               |
| / 2013                        | Mistrz                        |                               |
| 2014                          | Mistrz                        |                               |
| 2015                          | Mistrz                        |                               |
| 2016                          | Mistrz                        |                               |
| 2017                          | Wicemistrz                    |                               |
| / 2018                        | Mistrz                        |                               |
| 2019                          | Mistrz                        |                               |